# Салгаду, Кловис
Кловис Салгаду да Гама (порт. Clóvis Salgado da Gama; 20 января 1906, Леополдина, штат Минас-Жерайс — 25 июля 1978, Белу-Оризонти) — бразильский медик и политик. Муж певицы Лии Салгаду.
Окончил медицинский факультет Федерального университета Рио-де-Жанейро (1929). Вернувшись в свой родной штат Минас-Жерайс в разгар политических волнений, вступил в Либеральный альянс и принял участие в Революции 1930 года, приведшей к власти Жетулиу Варгаса, однако вскоре разочаровался в новой власти и примкнул к Республиканской партии Минас-Жерайса, поддерживавшей претензии на власть экс-президента Артура Бернардиса.
В 1937 г. Салгаду занял кафедру гинекологии в университете штата Минас-Жерайс и отошёл от политической деятельности, которая стала невозможной с объявлением «Нового государства» президента Варгаса. В 1942 г. он основал в штате отделение Красного креста; жена Салгаду давала в поддержку этой организации благотворительные концерты. В 1944 г. Кловис Салгаду возглавил университетскую клиническую больницу и оставался её директором до 1954 года.
В 1950 г. Салгаду вернулся в политику, став вице-губернатором штата Минас-Жерайс при губернаторе Жуселину Кубичеке. В марте 1955 года Кубичек подал в отставку, чтобы вступить в избирательную кампанию за пост президента страны, и Салгаду автоматически занял должность губернатора, на которой оставался 10 месяцев. После того, как Кубичек выиграл президентские выборы, в 1956 г. Салгаду занял пост министра образования и культуры в его правительстве и находился на нём, с перерывами, в течение пяти лет. С 1956 по 1960 год должность советника по вопросам музыки при министре образования и культуры занимал Камаргу Гуарньери, разработавший план музыкального образования в Бразилии.
В 1961—1966 гг. вновь вице-губернатор штата при губернаторе Жозе де Магальяйнсе Пинту. В последующие пять лет продолжил работу в правительстве штата как секретарь по делам здравоохранения.
Кловису Салгаду принадлежала инициатива строительства в Белу-Оризонти дворца искусств (1971), создание симфонического оркестра штата и ряд других важных муниципальных культурных проектов. Часть из них по сей день управляется Фондом Кловиса Салгаду (порт. Fundação Clóvis Salgado).